# العلاقات الأذربيجانية التوغوية
العلاقات الأذربيجانية التوغولية هي العلاقات الثنائية التي تجمع بين أذربيجان وتوغو.

## مقارنة بين البلدين
هذه مقارنة عامة ومرجعية للدولتين:
| وجه المقارنة                                              | أذربيجان        | توغو            |
| --------------------------------------------------------- | --------------- | --------------- |
| المساحة (كم2)                                             | 86.60 ألف       | 56.78 ألف       |
| عدد السكان (نسمة)                                         | 10.00 مليون     | 7.80 مليون      |
| الكثافة السكانية (ن./كم²)                                 | 115.47          | 137.37          |
| العاصمة                                                   | باكو            | لومي            |
| اللغة الرسمية                                             | اللغة الأذرية   | لغة فرنسية      |
| العملة                                                    | مانات أذربيجاني | فرنك غرب أفريقي |
| الناتج المحلي الإجمالي (بليون دولار)                      | 40.75 مليار     | 4.81 مليار      |
| الناتج المحلي الإجمالي (تعادل القوة الشرائية) بليون دولار | 171.56 مليار    | 10.67 مليار     |
| الناتج المحلي الإجمالي الاسمي للفرد دولار أمريكي          | 5.50 ألف        | 559             |
| الناتج المحلي الإجمالي للفرد دولار أمريكي                 | 17.52 ألف       | 1.43 ألف        |
| مؤشر التنمية البشرية                                      | 0.751           | 0.484           |
| رمز المكالمات الدولي                                      | +994            | +228            |
| رمز الإنترنت                                              | .az             | .tg             |
| المنطقة الزمنية                                           | ت ع م+04:00     | 00              |

## منظمات دولية مشتركة
يشترك البلدان في عضوية مجموعة من المنظمات الدولية، منها:
| علم المنظمة | اسم المنظمة                               | تاريخ انضمام أذربيجان | تاريخ انضمام توغو |
| ----------- | ----------------------------------------- | --------------------- | ----------------- |
|             | منظمة التعاون الإسلامي                    | 1991                  | ?                 |
|             | الاتحاد البريدي العالمي                   | ?                     | ?                 |
|             | يونسكو                                    | 3 يونيو 1992          | 17 نوفمبر 1960    |
|             | البنك الدولي للإنشاء والتعمير             | 18 سبتمبر 1992        | 1 أغسطس 1962      |
|             | وكالة ضمان الاستثمار متعدد الأطراف        | 23 سبتمبر 1992        | 15 أبريل 1988     |
|             | الاتحاد الدولي للاتصالات                  | 10 أبريل 1992         | 14 سبتمبر 1961    |
|             | منظمة الشرطة الجنائية الدولية             | ?                     | ?                 |
|             | مؤسسة التمويل الدولية                     | 11 أكتوبر 1995        | 4 سبتمبر 1962     |
|             | الأمم المتحدة                             | 2 مارس 1992           | 20 سبتمبر 1960    |
|             | مؤسسة التنمية الدولية                     | 31 مارس 1995          | 21 أغسطس 1962     |
|             | منظمة حظر الأسلحة الكيميائية              | ?                     | ?                 |
|             | المركز الدولي لتسوية المنازعات الاستشارية | 18 أكتوبر 1992        | 10 سبتمبر 1967    |

## وصلات خارجية
- موقع وزارة الخارجية الأذربيجانية